# Charles Stieglitz
Pour les articles homonymes, voir Stieglitz.
 (avril 2015).
Charles Stieglitz dit Ernest Vineracq (Offenbach-sur-le-Main, 17 septembre 1905 – Cannes, 26 décembre 1985), est un officier de l'Armée de terre française, sorti du rang, qui s’est illustré durant la Seconde Guerre mondiale et particulièrement dans la 13e demi-brigade de la Légion étrangère (13e DBLE). Il fait partie des premiers militaires à répondre à l'appel du 18 Juin 1940 et à intégrer les Forces françaises libres.

## Biographie

### Engagement dans laLégion étrangère
Karl Ernst Stieglitz de son nom de naissance, il quitte le grand-duché de Hesse à l'âge de 20 ans pour s'engager comme volontaire, le 27 août 1926, au 1er régiment étranger (1er REI), à la sous-intendance de Metz. 

### Campagne du Maroc
Incorporé le 7 septembre 1926 comme légionnaire de 2e classe, il participe aux opérations de pacification de l'Algérie où il est promu caporal le 17 avril 1927 et intègre le 131e régiment d'infanterie. Il rejoint en renforts le 4e régiment étranger (4e RE) le 3 juillet 1927 et est nommé sergent le 1er avril 1929. En raison de ses qualités de gestionnaire et d'encadrement, il est régulièrement affecté à Marrakech à la compagnie hors rang (CHR) chargé du fonctionnement administratif, de la logistique et du commandement du régiment à partir du 20 mai 1931. Il prend part à la Campagne du Maroc jusqu'au 31 août 1939, notamment les Opérations de l'Anti-Atlas et la Bataille du Djebel Sagho. Il est décoré de l'Ordre du Ouissam Alaouite (Maroc) le 24 août 1933. Le 1er octobre 1933, il est promu sergent-chef comptable. Il est alors sous le commandement du général Antoine Jules Joseph Huré, qui lui décerne le diplôme de la Pacification du Maroc (1932-1934). C'est à cette même époque qu'il rencontre le général Paul-Frédéric Rollet, surnommé « Père de la Légion », lors d'une de ses tournées d'inspection. Il obtient son brevet de chef de section le 26 avril 1935 et quitte ses fonctions de sergent-chef comptable le 1er novembre 1936. Il est nommé adjudant le 30 janvier 1937 et naturalisé français le 7 janvier 1938 grâce aux recommandations de ses supérieurs,,,,,,, avant d'être désigné pour participer au concours de tir national, du 2 juin 1938 au 18 juin 1938, à Reims.

### Début de laSeconde Guerre mondiale
De retour à Marrakech à la veille de l'entrée en guerre de la France contre l'Allemagne, il est promu, le 30 novembre 1939, adjudant-chef. Le 20 février 1940, il est désigné renforts de l'armée dirigée sur Fès, rayé du 4e régiment étranger (4e RE) et affecté à la 15e compagnie de montagne du 3e régiment étranger d'infanterie (3e REI). Le 13 avril 1940, le groupement de bataillons de marche type montagne de la Légion étrangère devient la 13e demi-brigade de Légion étrangère (13e DBLE), rattachée à la Légion du Larzac puis de Sathonay. L'unité, sous le commandement du lieutenant-colonel Raoul Magrin-Vernerey, dit « Ralph Monclar », se prépare alors à une campagne dont la destination n’est pas fixée.

### Campagne de Norvège
Charles Stieglitz est alors envoyé par la mer dans le cadre de la Campagne de Norvège et débute ses premiers combats contre l'Allemagne dès le 13 mai 1940, participant notamment aux batailles de Bjervik et Narvik, surnommées « les seules victoires françaises de 1939-1940 ». Il est grièvement blessé à son poste de combat le 30 mai 1940, lors d'un bombardement ennemi. En effet, en plus d'être touché par des éclats d'explosions, il reçoit sur le casque une bombe ayant traversé l'abri. Cette bombe, qui n'a miraculeusement pas explosé, fracture néanmoins totalement la moitié de son crâne. Il est évacué vers Straumnessès le 31 mai 1940, puis vers l'Angleterre grâce à un navire-hôpital britannique sur lequel il est opéré par trépanation : une partie de sa boîte crânienne est remplacée par une plaque métallique.

### LaFrance libre
Il ne rejoint l'Angleterre que le 13 juin 1940. Encore en convalescence, il ne prend connaissance de l'appel du 18 Juin qu'une dizaine de jours plus tard. Il décide alors de sortir prématurément de l'hôpital pour s'engager dans les Forces françaises libres, auxquelles il est affecté dès le 1er juillet 1940, au camp d'Aldershot. Il y retrouve 900 légionnaires ayant décidé de répondre à l'appel du général Charles de Gaulle, ainsi que quelques jours auparavant le lieutenant-colonel Raoul Magrin-Vernerey, qui lui remet la Médaille militaire le 30 juin 1940, le chef de bataillon Alfred Maurice Cazaud, le capitaine Dimitri Amilakvari, le lieutenant Marie-Pierre Kœnig et le lieutenant Gabriel Brunet de Sairigné. Par la suite, il y rencontre le lieutenant Jean Simon et le sous-lieutenant Pierre Messmer, qui ont réussi à rejoindre Londres après de nombreuses péripéties et qui refusent l'armistice du maréchal Philippe Pétain. Porté disparu par le Régime de Vichy, c'est à cette époque qu'il décide de prendre pour nom de guerre, parmi d'autres qu'il portera, d'Ernest Vineracq, afin d'éviter des représailles sur sa famille. Le 1er août 1940, il est nommé sous-lieutenant et devient de plus en plus impliqué dans la stratégie militaire de la 13e demi-brigade de Légion étrangère (13e DBLE), devenue un temps la 14e demi-brigade de Légion étrangère. À partir de cette date, il partagera avec les différents membres précités de l'état-major de la demi-brigade une amitié soudée par les combats et les conditions de vie.

### Campagne du Gabon
Le 30 août 1940, il est à nouveau blessé lors d'une opération en mer. Le 9 octobre 1940, il débarque à la Pointe La Mondah, en Afrique-Équatoriale française (AEF), sous le commandement du lieutenant-colonel Alfred Maurice Cazaud et du chef de bataillon Marie-Pierre Kœnig. Il participe à la Campagne du Gabon et à la bataille de Libreville, ainsi qu'au ralliement de la région à la France libre, mais est à nouveau blessé le 25 décembre 1940.

### Campagne d'Érythrée
Avec la 13e demi-brigade de Légion étrangère (13e DBLE), désormais rattachée à la Brigade française d'Orient, il contourne l'Afrique et débarque à Port Soudan le 12 février 1941 pour participer aux combats de la Campagne d'Érythrée contre l'armée italienne. Affecté à la compagnie d'accompagnement (CAB 1) du 1er bataillon de Légion étrangère (1er BLE), il est blessé à la jambe le 14 mars 1941 lors de l'assaut du Grand Willy (2 113 mètres), mais participe à la bataille de Keren du 27 mars 1941, puis à la bataille de Massaouah le 8 avril 1941. Le 3 mai 1941, son unité prend la mer pour la Palestine et le camp de Qastina, en vue de participer à la Campagne de Syrie. Il est à nouveau blessé durant la traversée.

### Campagne de Syrie
Il entre en Syrie le 30 mai 1941, est blessé au genou après de lourds combats le 18 juin 1941 et se déchire le muscle du pied droit, mais parvient malgré tout à Damas le 21 juin 1941. Le 20 juillet 1941, il prend le commandement de la compagnie de la Légion étrangère détachée au Djebel El-Druze,. Il est nommé lieutenant le 1er septembre 1941, puis rejoint l'unité du lieutenant-colonel Dimitri Amilakvari le 6 septembre 1941,. Le 24 octobre 1941, il quitte le commandement de la compagnie de la Légion étrangère détachée au Djebel El-Druze pour être affecté au 1er bataillon de Légion étrangère (1er BLE). Le 25 octobre 1941, il est nommé officier des détails de ravitaillement et d'approvisionnement. En décembre 1941, il rejoint le lieutenant-colonel Marie-Pierre Kœnig en Afrique du Nord, pour faire face aux forces de l'Afrika Korps du général Erwin Rommel.

### Campagne de Libye
Le 20 mars 1942, la Croix de guerre (Norvège) lui est décernée. Après son entrée en Libye, il est blessé le 21 avril 1942 lors d'une offensive allemande. Du 1er mai 1942 au 22 juin 1942, il participe aux principaux combats de la Guerre du désert considérés comme « le tournant »,,, de la Seconde Guerre mondiale, notamment la bataille de Bir-Hakeim, sous le commandement du général Marie-Pierre Kœnig, du lieutenant-colonel Dimitri Amilakvari, du capitaine Pierre Messmer.

### Campagne d'Égypte
Du 23 juin 1942 au 27 novembre 1942, il prend part à la campagne d'Égypte au côté du lieutenant-colonel Dimitri Amilakvari et des capitaines Pierre Messmer et Jean Simon. Il participe à la bataille d'El-Alamein, notamment l'attaque principale contre le piton de l'Himeimat (80 mètres). Le 24 octobre 1942, son unité occupe une partie du plateau, mais une attaque de chars allemands force les troupes à se retirer de cette position. Durant cette retraite à travers des champs de mines et sous le feu ennemi, le lieutenant Charles Stieglitz perd de vue le lieutenant-colonel Dimitri Amilakvari. De retour au camp de retranchement, alors qu'il part à la recherche de son chef, il croise des légionnaires rapportant son corps, le lieutenant-colonel ayant été tué, mitrailleuse en mains, par un éclat d'obus l'ayant atteint à la tête. La disparition de son ami le marque durablement, même après la victoire de cette bataille majeure qui contribue à la victoire alliée en Afrique du Nord. 

### Campagne de Tunisie
Il entre en Tunisie le novembre 1942 avec son unité, dans le but de rejoindre Tunis. Le 16 janvier 1943, il prend le commandement de la compagnie de combat dont il fait partie. Après le flux et le reflux des armées le long des côtes tripolitaines et cyrénaïques et la reddition de l'Afrika Korps du général Erwin Rommel le 12 mai 1943, il est nommé capitaine à titre temporaire le 25 juin 1943,. Le 1er août 1943, il quitte le commandement de la compagnie de combat pour prendre celui de la compagnie administrative. Le 12 novembre 1943, il quitte le commandement de la compagnie administrative et est affecté comme adjoint au commandant de la 13e demi-brigade de Légion étrangère (13e DBLE). Le 15 février 1944, il prend le commandement de la compagnie hors rang (CHR) du 1er bataillon de Légion étrangère (1er BLE). Il est blessé grièvement lors des combats le 20 mars 1944 et évacué vers l'hôpital de campagne Spears, puis vers l'hôpital maritime de Bizerte. Le 7 juillet 1944, il est affecté en Algérie à la 10e compagnie du 3e bataillon de Légion étrangère (3e BLE) de la 13e demi-brigade de Légion étrangère (13e DBLE) et ne participe donc pas au Corps expéditionnaire français en Italie et au débarquement de Provence. Le 10 septembre 1944, il prend le commandement de cette même compagnie. Le 1er octobre 1944, la 10e compagnie est dissoute et il est affecté à la 2e compagnie d'infanterie du dépôt commun des régiments étrangers (DCRE) dont il prend le commandement.

### Fin de laSeconde Guerre mondiale
Le 27 juillet 1945, il est désigné pour prendre le commandement du centre de convalescents d'Arzew. Il est promu capitaine à titre définitif le 1er septembre 1945. Officier d'active dégagé des cadres sur sa demande le 9 mars 1946, il est admis à la retraite le 1er septembre 1947 et nommé chef de bataillon (commandant) le 1er juillet 1949. De la mer de Norvège aux sables de Bir-Hakeim, des côtes du Gabon au désert de Syrie, en passant par le centre de la France et le Sud de l'Angleterre, Charles Stieglitz, alias Vineracq, et ses co-légionnaires furent de nombreuses campagnes de la Seconde Guerre mondiale, soit un parcours de 90 000 kilomètres. Le 12 février 1951, il est décoré de l'Ordre national de la Légion d'honneur des mains du général Marie-Pierre Kœnig qui, le considérant comme un fils et se remémorant les combats menés à ses côtés, lui demande non sans malice : « Comment t'appelles-tu maintenant ? ».

## Distinctions

### Décorations françaises
Chevalier de la Légion d'honneur (à titre militaire).

 Médaille militaire (avec citation à l'ordre de l'armée),.

 Croix de guerre 1939-1945 (avec 2 palmes de bronze et 1 étoile d'argent : 2 citations à l'ordre de l'armée, et une citation à l'ordre de la division).

 Fourragère 1939-1945 (à titre personnel, avec agrafe Forces françaises libres).

 Médaille de la résistance (à titre militaire).

 Croix du combattant 1939-1945.

 Médaille coloniale (avec agrafes Maroc, Afrique Équatoriale Française, Maroc, Érythrée, Libye et Tunisie 1942-1943).

 Médaille des blessés de guerre (avec 2 étoiles, 7 blessures).

### Décorations étrangères
Chevalier de l'Ordre du Ouissam Alaouite (Maroc).

 Croix de guerre (Norvège) (avec glaive et citation).

### Citation sans médaille
Diplôme de la Pacification de l'Anti-Atlas 1932-1934 (avec citation à l'ordre du général commandant supérieur des troupes du Maroc).